# Cupid's Rival
Pour plus de détails, voir Fiche technique et Distribution.
Cupid's Rival est un film américain réalisé par Arvid E. Gillstrom et sorti en 1917.

## Synopsis
Billy travaille comme concierge d'un studio et a reçu l'ordre de Hyfligher, un riche artiste, de lui apporter son petit-déjeuner. Résidant dans un studio adjacent se trouve Daub, un pauvre artiste, qui a peint une image de Dough pour le propriétaire au lieu d'un loyer. Doub voit sa dulcinée Ethel entrer dans l'atelier d'Hyfligher. Il est furieux et fait irruption dans la pièce pour trouver Ethel caressant la tête du riche artiste. Daub saisit une peinture d'Ethel et écrase Hyfligher sur la tête avec. Hyfligher est distrait alors que le jour de l'exposition approche. 
Pendant ce temps, Mike, l'opérateur de l'ascenseur, poursuit une souris à travers le bâtiment, et la poursuite mène à l'atelier de Doub où la souris grimpe sur le côté du tableau de Dough. Mike balance un club à la souris et manque, déchirant le portrait. Mike est horrifié, et Doub a le cœur brisé à son retour. Mike a l'idée de se déguiser en propriétaire et de s'asseoir dans le cadre. Lors de l'exposition, les gens sont ravis des peintures et pensent qu'elles sont réelles. Billy découvre la ruse et quand il voit son ennemi Mike assis dans un cadre, il s'arme d'un gourdin et la poursuite commence. Les invités rattrapent finalement Billy et infligent une juste punition.

## Fiche technique
- Titre alternatif : The Artist
- Réalisation : Arvid E. Gillstrom
- Production : King Bee Studios
- Producteur : Louis Burstein
- Photographie : Herman Obrock Jr.
- Montage : Ben H. Cohen
- Durée : 28 minutes
- Genre : Comédie
- Date de sortie : 1er juillet 1917

## Distribution
- Billy West - Billy
- Oliver Hardy
- Ethel Marie Burton
- Leo White
- Bud Ross
- Joe Cohen
- Ethelyn Gibson
- Florence McLaughli